# 1894 en musique
| \| • Retour à la chronologie générale de la musique populaire • \| |
| XXIe siècle • XXe siècle • XIXe siècle • XVIIIe siècle XVIIe siècle • XVIe siècle • XVe siècle • XIVe siècle XIIIe siècle • XIIe siècle • XIe siècle • Xe siècle IXe siècle • VIIIe siècle • Haut Moyen Âge • Rome • Grèce |
| • Retour à la chronologie générale de la musique populaire • |

| • Retour à la chronologie générale de la musique populaire • |

| Années de la musique populaire : 1891 - 1892 - 1893 - 1894 - 1895 - 1896 - 1897    |
| Décennies de la musique populaire : 1860 - 1870 - 1880 - 1890 - 1900 - 1910 - 1920 |

## Événements et œuvres
- novembre :  L'American Gramophone Company  d'Émile Berliner publie la première liste de disques de 7 pouces disponibles à la vente[1].
- Le Chant des canuts d'Aristide Bruant[2].
- Éloi Ouvrard, La Vie au café-concert : Études de mœurs, Paris, P. Schmidt, 1894[3].
- La Ravachole, chant anarchiste attribué à Sébastien Faure, est publiée dans l'Almanach du Père Peinard.

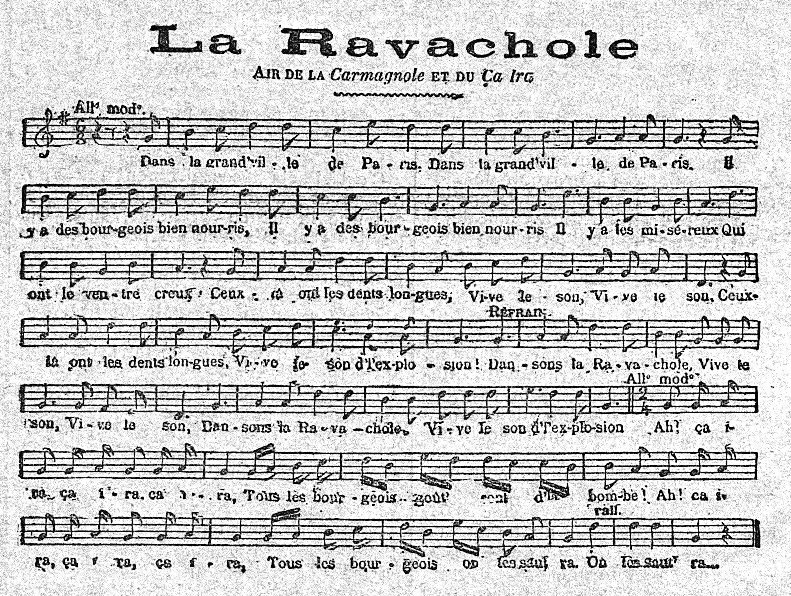
Partition de La Ravachole, publiée en 1894 dans le dossier « Le péril Anarchiste » du supplément littéraire du Figaro.

- Le banjoïste Vess L. Ossman publie Darkie Tickle, le premier disque enregistré dans le style ragtime[4], ainsi que Yankee Doodle, un de ses plus grands succès, pour la North American Phonograph Company[5].

## Publications
- Jean-Baptiste Weckerlin, Bergerettes, romances et chansons du XVIIIe siècle... avec accompagnement de piano, Paris, Heugel.

## Naissances

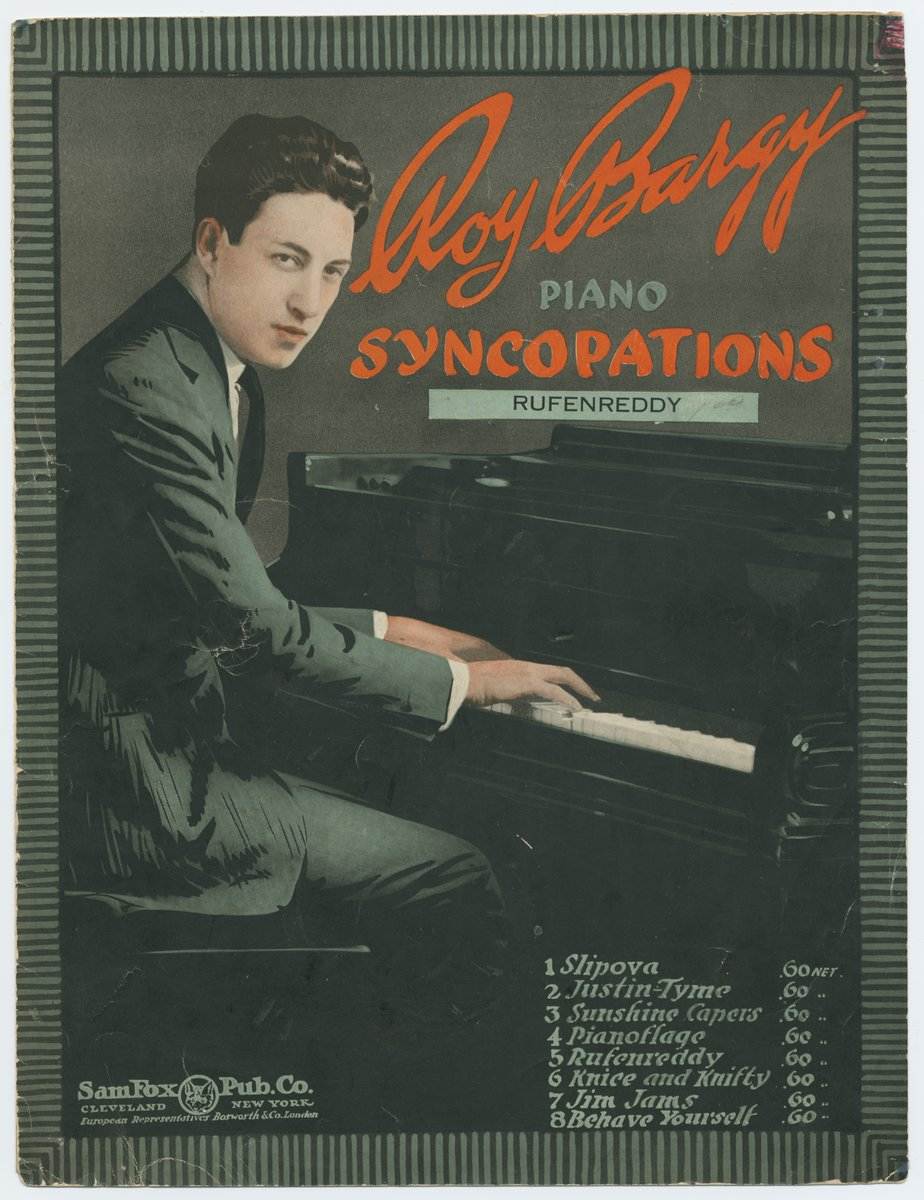
Roy Bargy sur l'album Rufenreddy, 1922

- 1er février : 
  -  Herman Hupfeld, chansonnier américain († 8 juin 1951).
  -  James P. Johnson, pianiste de jazz et compositeur afro-américain († 17 novembre 1955).
- 19 février :  Honoré Dutrey, tromboniste américain de jazz et de dixieland († 21 juillet 1935).
- 12 mars :  Joseph Meyer, auteur-compositeur et interprète américain († 1er février 1949).
- 15 avril :  Bessie Smith, chanteuse de blues américaine († 26 septembre 1937).
- 4 juin :  Mary Rose Anna Travers dite La Bolduc, autrice-compositrice-interprète canadienne québécoise († 20 février 1941).
- 31 juillet :  Roy Bargy, pianiste et compositeur de ragtime américain († 16 janvier 1974).
- 30 août :  Émile Audiffred, chanteur de café-concert, librettiste, parolier et producteur français († 12 novembre 1948).
- 3 septembre :  Marie Dubas, chanteuse de music-hall et comédienne française († 21 février 1972).
- 10 septembre :  Imre Magyari, violoniste tzigane hongrois († 27 avril 1940).
- 24 décembre : Fränzli Waser, violoniste et clarinettiste yéniche suisse, l'un des premiers à faire entrer le schwyzerörgeli (petit accordéon schwyzois) dans la musique populaire suisse († 1858).

- Date précise inconnue
  -  Perico el del Lunar, guitariste espagnol andalou de flamenco, mort en 1954.

## Décès

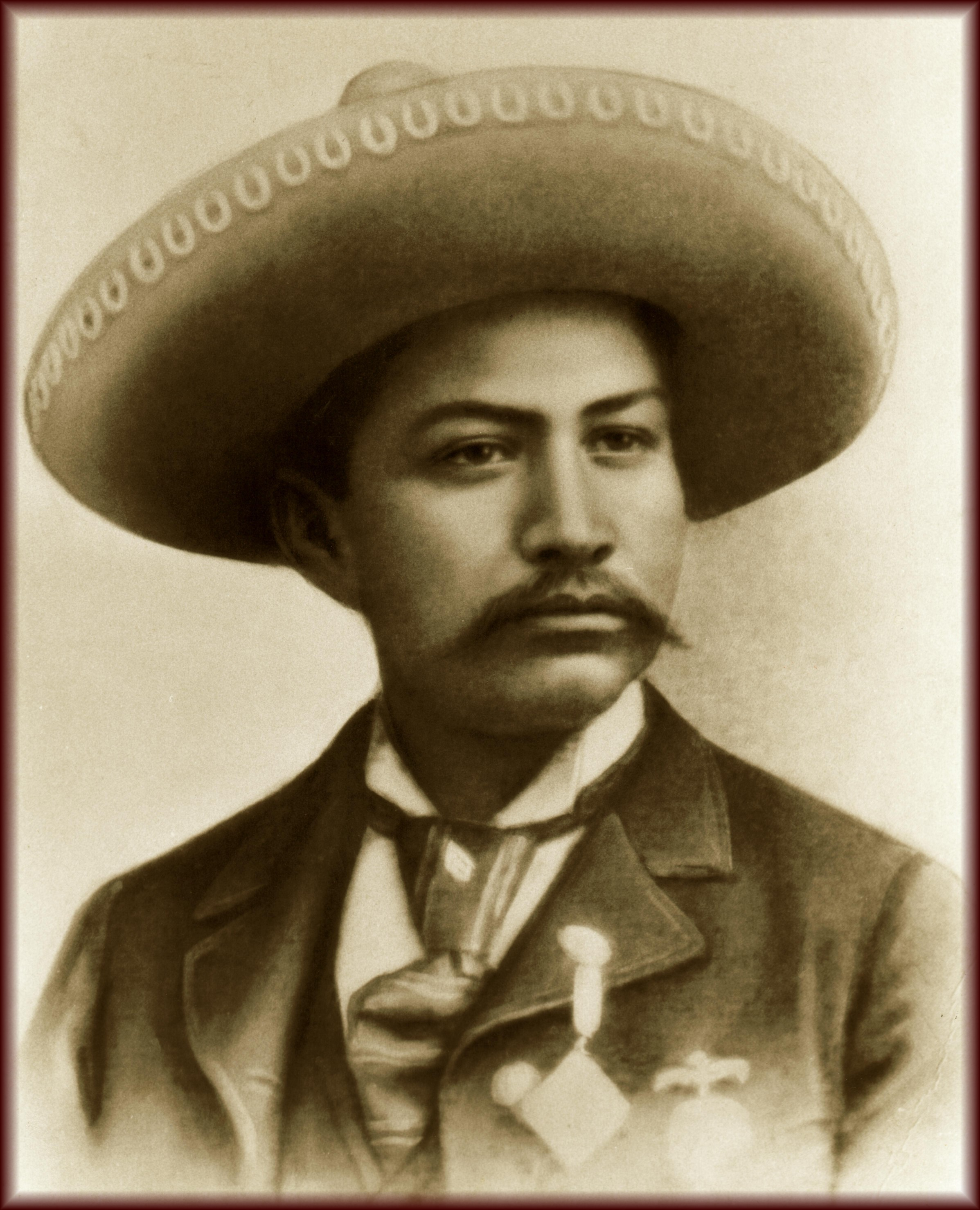
Juventino Rosas

- 7 février :  Adolphe Sax, facteur d'instruments belge, inventeur du saxophone (° 6 novembre 1814).
- 22 juin :  René Ponsard, poète, chansonnier et goguettier français (° 20 décembre 1826).
- 9 juillet :  Juventino Rosas, musicien et compositeur mexicain (° 25 janvier 1868).